# لوکا دی ماجیو
لوکا دی ماجیو (انگلیسی: Luca Di Maggio؛ زادهٔ ۳۱ مارس ۲۰۰۵) بازیکن فوتبال اهل ایتالیا است که در حال حاضر به صورت قرضی از باشگاه فوتبال اینتر میلان، برای باشگاه فوتبال پروجا بازی می‌کند. 
وی همچنین در تیم‌های ملی فوتبال زیر ۱۵ سال ایتالیا، زیر ۱۷ سال ایتالیا، زیر ۱۸ سال ایتالیا، زیر ۱۹ سال ایتالیا و زیر ۲۰ سال ایتالیا بازی کرده است.